# Гусін Андрій Леонідович
Андрі́й Леоні́дович Гу́сін (11 грудня 1972, Золочів, Львівська область, Україна — 17 вересня 2014, Чайки, Києво-Святошинський район, Україна) — український футболіст, семиразовий чемпіон України у складі «Динамо».

## Життєпис
Батько Андрія був спортсменом, мама — легкоатлеткою. Закінчив Львівський інститут фізкультури. Після виступів за нижчолігові команди його запросили до львівських «Карпат». Дебютував у вищій лізі 6 вересня 1992 року. Того сезону львівська команда дійшла до фіналу Кубка України, де програла «Динамо» (Київ). Вже у наступному сезоні футболіста запросили до київського «Динамо».

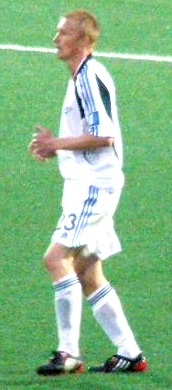
Гусін у складі «Сатурна»

Андрій Гусін на початку кар'єри грав у нападі і забивав досить регулярно. Але конкуренція у найсильнішому клубі України була серйозною, тому гравець 2 роки виступав тільки за першолігове «Динамо-2». Лише після того, як уродженець Золочева потрапив до головної команди «Динамо» наставник Валерій Васильович Лобановський твердо вирішив поставити Гусіна на місце опорного півоборонця. Саме на цій позиції футболіст здобував титули у складі киян і успішно грав за збірну України, де першу гру провів ще 2 червня 1993 року в Загребі з Хорватією (поразка 1:3).
Ключовими були його м'ячі у відбіркових іграх до чемпіонату світу 2006. У самісінькому кінці матчу проти греків у Афінах його «слаломний» прохід завершився єдиним голом у ворота господарів — 0:1. Перемога остаточно закріпила за командою Блохіна впевнене 1 місце у групі.
За досягнення високих спортивних результатів на чемпіонаті світу 2006 в Німеччині нагороджений орденом «За мужність» III ступеня.
На чемпіонаті світу 2006 у Німеччині 33-річний Андрій Гусін узяв участь у всіх 5 іграх. Тоді півзахисник вже завершував виступи — останнім його клубом були самарські «Крилья Совєтов». У червні 2007 року він став помічником головного тренера (тренер-гравець) у «Сатурні» (Раменське) і перший матч у ранзі гравця провів там у кінці березня 2008 року.
З 2010 року — асистент тренера у російському «Анжі».
У грудні 2010 року призначений старшим тренером «Динамо-2» (Київ). Влітку 2013 був звільнений з цієї посади після того, як команда ледь не вилетіла з Першої ліги. У липні 2013 року увійшов у штаб російського клубу «Крилья Совєтов», а 8 серпня перейшов до «Анжі».
Був одруженим, мав трьох дітей. Дружина Христина — дизайнер.
Загинув 17 вересня 2014 року на автодромі «Чайка» під Києвом, не впоравшись із керуванням мотоциклом.. Андрій виїхав на кільцеву доріжку автомобільної дороги і на одному з віражів вилетів із сідла. Травми були несумісні з життям. Похований 19 вересня на Байковому кладовищі (ділянка № 52а).

## Титули та досягнення
- Чемпіон України: 1997, 1998, 1999, 2000, 2001, 2003 та 2004
- Кубок України: 1998, 1999, 2000 і 2003
- Суперкубок України: 2004
- Учасник і чвертьфіналіст чемпіонату світу: 2006

## Статистики клубної кар'єри
| Сезон                 | Клуб                      | Чемпіонат | Чемпіонат | Єврокубки | Єврокубки |
| Сезон                 | Клуб                      | Ігри      | Голи      | Ігри      | Голи      |
| 1991                  | «Карпати» Кам'янка-Бузька | 2         | 0         | —         | —         |
| 1992                  | «Газовик» Комарно         | 16        | 3         | —         | —         |
| 1992/93               | «Карпати» Львів           | 17        | 4         | —         | —         |
| 1993/94               | «Динамо-2» Київ           | 12        | 5         | —         | —         |
| 1994/95               | «Динамо-2» Київ           | 34        | 21        | —         | —         |
| 1995/96               | «ЦСКА-Борисфен»           | 27        | 9         | —         | —         |
| 1996/97               | «Динамо» Київ             | 13        | 3         | —         | —         |
| 1997/98               | «Динамо» Київ             | 28        | 2         | 11        | 2         |
| 1998/99               | «Динамо» Київ             | 26        | 5         | 13        | 0         |
| 1999/00               | «Динамо» Київ             | 27        | 5         | 12        | 1         |
| 2000/01               | «Динамо» Київ             | 9         | 1         | 7         | 1         |
| 2001/02               | «Динамо» Київ             | 16        | 2         | 3         | 0         |
| 2002/03               | «Динамо» Київ             | 28        | 1         | 11        | 0         |
| 2003/04               | «Динамо» Київ             | 12        | 2         | 1         | 0         |
| 2004/05               | «Динамо» Київ             | 11        | 1         | 4         | 0         |
| --------------------- | ------------------------- | --------- | --------- | --------- | --------- |
| Всього за «Динамо»    | Всього за «Динамо»        | 170       | 22        | 62        | 4         |
| 2005                  | «Крила Рад» Самара        | 26        | 7         | 4         | 2         |
| 2006                  | «Крила Рад» Самара        | 13        | 2         | —         | —         |
| Всього за «Крила Рад» | Всього за «Крила Рад»     | 39        | 9         | 4         | 2         |
| 2007                  | «Сатурн» Раменське        | —         | —         | —         | —         |
| 2008                  | «Сатурн» Раменське        | 13        | 0         | 3         | 0         |
| Всього за «Сатурн»    | Всього за «Сатурн»        | 13        | 0         | 3         | 0         |

## Пам'ятник у Києві

Могила Андрія Гусіна

17 вересня 2017 року у Києві на Байковому кладовищі відкрито пам'ятник знаменитому футболісту.